# Bartholomew Roberts
Bartholomew Roberts (17. svibnja 1682. – 10. veljače 1722.), pravim imenom John Roberts, bio je Velški pirat koji je pljačkao obale obiju Amerika i zapadne Afrike od 1719. do 1722. Bio je najuspješniji pirat Zlatnog doba piratstva zarobivši više brodova od najpoznatijih pirata toga vremena; poput Crnobradog ili kapetana Kidda. Pretpostavlja se da je zarobio 470 brodova. Danas je poznat i kao Black Bart (eng. Crni Bart) ali to ime nikada nije korišteno za njegova života.

## Životopis

### Mladost
Rođen je 1682. u selu Casnewydd-Bach u Walesu. Pravo ime mu je bilo John Roberts i nepoznato je zašto ga je promijenio u Bartholomew. Najvjerojatnije je krenuo na more u dobi od 13 godina, 1695. ali nema daljih zapisa o njemu sve do 1718. kada je bio časnik na šalupi s Barbadosa. 1719. bio je treći časnik na robovlasničkom brodu Princess (eng. Princeza) iz Londona, pod zapovjedništvom kapetana Abrahama Plumba. Početkom lipnja te godine, Princess je bila usidrena u luci Anomabu uz Zlatnu obalu u današnjoj Gani, kada je zarobljena od pirata. Pirati su imali dva broda, Royal Rover i Saint James pod zapovjedništvom Howella Davisa, koji je također bio Welšanin kao i Roberts. Roberts i još neki njegovi drugovi su prisiljeni da se pridruže piratima. Davis je brzo otkrio da je Roberts vrstan pomorac i uzeo ga je za savjetnika. Ispočetka se Roberts nije želio privići piratskom načinu života ali ga je ubrzo prihvatio.

### Piratski život

#### "Bolje biti zapovjednik nego običan čovjek"
Nekoliko tjedana kasnije Saint James je morao biti napušten jer je bio previše oštećen. Da ga zamjene, pirati su zarobili bogati nizozemski robovlasnički brod. Nakon toga su zaplovili prema otoku Princes, danas Principe, portugalskoj koloniji na obali Gvineje. Davis je na brodovima istakao zastave britanske ratne mornarice i dopušteno im je uploviti u luku. Nekoliko dana kasnije, Davis je portugalskog guvernera pozvao na ručak na svoj brod, s namjerom da ga zadrži kao taoca i iznudi otkupninu. No Davis je pozvan kod guvernera na čašu vina prije večere te se iskrcao na kopno. Portugalci su dotada otkrili da su njihovi posjetitelji zapravo pirati i na putu do tvrđave, Davis i njegova pratnja su upali u zasjedu te je Davis ubijen.
Piratima je bio potreban novi kapetan i izabrali su Robertsa. Njegov prvi čin kao kapetana bio je povesti posadu u borbu da osvete smrt kapetana Davisa. Tijekom noći, pirati su se iskrcali na otok i pobili većinu muškaraca i ukravši sve vrijedno što su mogli nositi. Uskoro su zarobili nizozemski brod a dva dana kasnije engleski brod Experiment. Dok su na obali uzimali vodu, održano je glasovanje gdje bi trebali zaploviti. Mogućnosti su bile; Istočna Indija ili Brazil i odlučeno je da se plovi za Brazil.

#### Brazil i Karibi (srpanj 1719.-svibanj 1720.)
Roberts i posada su preplovili Atlantik i zaustavili se nedaleko nenaseljenog otoka Ferdinando. Proveli su devet tjedana uz Brazilsku obalu a da nisu ugledali nijedan brod. Već su namjeravali otplovit dalje kada su u zaljevu Todos os Santos ugledali flotu od 42 portugalska broda koji su čekali pratnju dva ratna broda naoružana s po 70 topova koji su ih trebali pratiti do Lisabona. Roberts je zarobio jedan brod i naredio njegovom kapetanu da mu pokaže najbogatiji brod u floti. Ovaj ga je usmjerio na Sagrada Familia, brod s 40 topova i 170 članova posade na koji su se Robertsovi ljudi prekrcali i zauzeli ga. Na brodu se nalazilo 40.000 zlatnih moidora, dragulji, kao i križ optočen dijamantima, napravljen za Joãoa V., kralja Portugala. Rover je zaplovio prema Vražjem otoku uz obalu Gvajane kako bi posada potrošila plijen. Nekoliko tjedana kasnije zaplovili su prema rijeci Surinam gdje su zarobili jednu šalupu. Kada su primijetili brigantin, Roberts se s 40 ljudi ukrcao na zarobljenu šalupu i krenuo u potjeru, ostavljajući Rover pod zapovjedništvom Waltera Kennedyja. Šalupa je bila ostala bez vjetra devet dana i kada se napokon vratila, vidjeli su da je Kennedy otplovio s Roverom i ostatkom plijena. Roberts i njegovi ljudi su preimenovali šalupu u Fortune (eng. Sreća) i donijeli nova pravila te se zakleli na Bibliju da će ih se pridržavati.
1. Svaki čovjek sudjeluje u rješavanju trenutnih problema, svaki čovjek ima jednaka prava na namirnice i žestoka pića.
2. Svaki čovjek nakon prozivanja, prelazi na zaplijenjeni brod, jer pored udjela u plijenu ima pravo i na dio odjeće.
3. Nijednom članu posade nisu dozvoljene igre za novac dok je na brodu.
4. Sve svijeće na brodu trebaju biti ugašene do osam sati navećer. Članovi posade koji žele piti nakon tog vremena, moraju to činiti na palubi, pod mjesečinom.
5. Svaki član posade je dužan čistiti i održavati svoje oružje kako bi neprestano bilo spremno za upotrebu.
6. Nijedan član posade ne smije dovoditi suprugu ili neku žensku osobu na brod.
7. Svako nedopušteno napuštanje broda ili položaja u borbi kažnjava se smrću.
8. Svaki obračun na brodu je zabranjen. Sve svađe i razmirice se moraju rješavati na kopnu.
9. Nijedan čovjek ne smije napustiti posadu dok svaki član ne stekne imovinu od tisuću funti.
10. Kapetan i pomoćnik kormilara dobivaju dva dijela plijena, kormilar, vođa palube i topnici jedan i pol dio, časnici jedan dio i četvrtinu dok obični članovi posade dobivaju jedan dio.
11. Glazbenici će imati cijeli subotnji dan slobodan. Ostalim danima će se odmarati po zasluzi.

Krajem veljače 1720. susreli su francuskog pirata Montigny la Palissea, na šalupi Sea King (eng. Morski kralj). Stanovnici Barbadosa tada su opremili dva dobro naoružana broda, Summerset i Philipa, pokušavši stati na kraj piratskoj prijetnji. 26. veljače su naišli na dvije piratske šalupe. Sea King je brzo pobjegao, a Fortune je bila znatno oštećena, iako je i ona uspjela pobjeći. Roberts je krenuo prema Dominici kako bi popravio brod, ali je dvadeset članova njegove posade tijekom putovanja umrlo od teških rana. Dvije šalupe s Martinika su također bile u potrazi za piratima, te se Roberts zakleo na osvetu protiv stanovnika Barbadosa i Martinika. Dao si je izraditi novu zastavu koja je prikazivala njega kako stoji na dvije lubanje, jedne označene s ABH (A Barbadian Head/Barbadoska glava), a drugi AMH (A Martiniquian Head/Martinička glava).

#### Newfoundland i Karibi (lipanj 1720.-travanj 1721.)
Fortune se tada uputila na sjever prema Newfoundlandu. Nakon što su opljačkali Canso u Novoj Škotskoj i zarobili velik broj brodova oko Rta Breton i plićina Newfoundlanda, Roberts je napao luku Ferryland, zarobivši tucet plovila. Dana 21. lipnja je napao veću luku Trepassey, uplovivši u nju s razvijenim crnim zastavama. Kapetani i posade svih brodova u luci su panično napustili svoja plovila, a pirati su zagospodarili Trepasseyom bez otpora. Roberts je zauzeo 22 broda, ali se razbjesnio na kukavičluk kapetana koji su pobjegli sa svojih brodova. Svako jutro nakon ispaljivanja hica iz topa, kapetani su bili prisiljeni gledati kako Roberts pali jedan od napuštenih brodova. Jedan brik iz Bristola su preuzeli pirati kako bi zamijenili šalupu Fortune, te ga opremili sa 16 topova. Kada su pirati krajem lipnja isplovili, sva druga plovila u luci su zapalili. Tijekom srpnja, Roberts je osvojio devet ili deset francuskih brodova i preuzeo jedan od njih, naoružavši ga s 26 topova i promijenivši mu ime u Good Fortune. S tim snažnijim brodom, pirati su zarobili još mnogo brodova prije nego što su krenuli na jug u Zapadnu Indiju, u pratnji Montignyja la Palissea, čiji im se brod ponovno pridružio.
U rujnu 1720. pirati su očistili trup Fortune na otoku Carriacou and Petite Martinique prije nego što su ga preimenovali u Royal Fortune, prvi od nekoliko brodova kojima je Roberts dao to ime. Krajem rujna Royal Fortune i Fortune čelu zaplovili su prema otoku Sv. Kristofora, te uplovili u Basse Terra ističući crne zastave i udarajući u bubnjeve. Svi brodovi u luci su odmah spustili zastave u znak predaje. Sljedeća odredište im je bio otok Sv. Bartolomeja, gdje je francuski guverner dozvolio piratima da ostanu nekoliko tjedana. Do 25. listopada pirati su ponovni bili na moru, opet, te su u blizini otoka St. Lucia zarobili 15 francuskih i engleskih brodova u sljedeća tri dana. Među zarobljenim brodovima bio je Greyhound, čiji se glavni dočasnik, James Skyrme, pridružio piratima. On će kasnije postati kapetan Robertsovog pomoćnog broda, Rangera.
Roberts je tada zarobio francuskog guvernera Martinika, Florimunda Huraulta de Montagnyja, koji je plovio na francuskom ratnom brodu. Robertsov brod se privukao uz ratni glumeći francuski trgovački brod, i ponudio informacije o lokaciji kapetana Robertsa. Pirati su tada odjednom napali, preskačući na ratni brod praćeni paljbom iz topova i lakog oružja. Nakon što su zauzeli brod, pirati su guvernera Montagnyja objesili na glavni jarbol zarobljenog broda. Roberts je bojni brod uzeo kao svoj novi zapovjedni brod i preimenovao ga u Royal Fortune. Naoružan s 52 topa, to je tada bio najmoćniji piratski brod na svijetu.
Do proljeća 1721., Robertsovo pljačkanje je dovelo pomorsku trgovinu u Zapadnoj Indiji do gotovo potpunog mirovanja. Roberts je tada odlučio okušati sreću na obalama zapadne Afrike. Dana 18. travnja, Thomas Anstis, zapovjednik Fortune, napustio je Robertsa u noći i nastavio napadati brodove na Karibima. Royal Fortune je nastavio plovidbu prema Africi.

#### Zapadna Afrika (travanj 1721.-siječanj 1722.)
Do kraja travnja, Roberts je bio na otocima Cape Verde. Utvrđeno je da Royal Fortune propušta vodu, te je brod ondje napušten. Pirati su se prebacili na Sea King, koji je preimenovan u Royal Fortune. Novi Royal Fortune je zaplovio uz obalu Gvineje početkom lipnja, u blizini ušća rijeke Senegal. Dva francuska broda, jedan s 10 topova i jedan sa 16 topova, su krenuli u potjeru, ali su zarobljeni od Robertsa. Oba broda su pirati uzeli za sebe. Jedan, Comte de Toulouse, je preimenovan u Ranger, dok je drugi nazvan Little Ranger i korišten kao skladište. Thomas Sutton je postavljen kao kapetan Rangera a James Skyrme kao kapetan Little Rangera.
Roberts je tada krenuo prema Sierra Leoneu, gdje je stigao 12. lipnja. Ondje mu je rečeno da se dva broda Britanske mornarice, HMS Swallow i HMS Weymouth, koji su otplovili pred kraj travnja, planiraju vratiti prije Božića. Dana 8. kolovoza Roberts je osvojio dva velika broda kod Poin Cestosa (danas rijeka Cess u Liberiji). Jedan od njih je bila fregata Onslow, koja je prevozila vojnike za Cape Coast Castle. Velik broj vojnika želio se pridružiti piratima što je na kraju prihvaćeno, ali kako su imali malo iskustva s plovidbom, dobili su samo četvrtinu udjela u plijenu. Onslow je preuređen da postane četvrti Royal Fortune. U studenom i prosincu pirati su čistili trupove svojih brodova pokraj rta Lopez i otoka Annobon. Sutton je zamijenio Skyrmea kao kapetan Rangera. Zarobili su nekoliko brodova u siječnju 1722., a zatim uplovili u luku Ouidah s istaknutim crnim piratskim zastavama. Svih jedanaest brodova u sidrištu je odmah spustilo zastave u znak predaje.

#### Smrt u borbi (veljača 1722.)
Dana 5. veljače HMS Swallow, pod zapovjedništvom kapetana Chalonera Oglea, naišao je na tri piratska broda, Royal Fortune, Ranger, i Little Ranger koji su bili na čišćenju trupova kod rta Lopez. Swallow je skrenuo od obale kako bi izbjegao plićak, na što su pirati pomislili da pred njima bježi trgovački brod. Ranger, pod zapovjedništvom Jamesa Skyrmea, je krenuo u potjeru. Kada se našao izvan zvučnog dosega ostalih pirata, Swallow otvorio vatru na piratski brod. U prvoj paljbi je poginulo deset pirata, a Skyrme je ostao bez noge, ali je odbio napustiti palubu. Na kraju, Ranger je bio prisiljen spustiti zastavu i preživjela posada je zarobljena.
10. veljače, Swallow se vratio do rta Lopez i pronašao Royal Fortune još uvijek tamo. Prethodnog dana, Roberts je zarobio trgovački brod Neptun, te su mnogi iz njegove posade bili pijani i nesposobni za dužnost. U početku, pirati su mislili da je nadolazeći brod Ranger na povratku, ali dezerter sa Swallowa je prepoznao ratni brod i obavjestio Robertsa, koji je tada doručkovao s kapetanom Hillom, zapovjednikom Neptuna. Kao što je obično činio prije akcije, Roberts se odjenuo u svoju najbolju odjeću, bogato ukrašeni grimizni kaput od damasta, te se okitio zlatnim lancem s dijamantnim križem. Preko sebe je prebacio pojaseve s mačem i dva para pištolja.
Piratski plan je bio brzo odjedriti pokraj Swallowa, što je značilo da se moraju izložiti jednom topovskom plotunu. Nakon prolaza, imali bi dobre izglede za bijeg. Međutim, kormilar nije uspio zadržati Royal Fortune na pravom putu, te je Swallow dobio mogućnost ispaliti i drugi plotun. Kapetana Robertsa je ubila sačma, koja ga je pogodila u grlo, dok je stajao na palubi. Prije smrti, Roberts je zatražio od posade da njegovo tijelo bace u more, kako ga protivnici ne bi mogli zarobiti, što je posada izvršila.
Nakon Robertsove smrti, njegova posada željna osvete je prekinula bijeg te nastavila borbu s ratnim brodom. Bitka je potrajala još dva sata, ali se Royal Fortune predao nakon što je oboren glavni jarbol. Little Ranger je uspio pobjeći. Većina piratske posade je obješena, oni među njima koji su bili crnci su prodani u ropstvo. Chaloner Ogle je za svoje zasluge u gušenju piratstva proglašen vitezom, te je kasnije postao admiral. Mnogi povjesničari smatraju da Robertsova smrt označava kraj "Zlatnog doba piratstva"

## Zanimljivosti
- Roberts se pojavljuje kao glavni lik u povijesnim romanima The Devil's Captain (autor Philip Shea, 1992.), The Requiem Shark (autor Nicholas Griffin, 1999.), i The Devil's Captain (autor Frank Sherry, 2000.).
- U romanu Otok s blagom, Dugi John Silver spominje da je kirurg koji mu je amputirao nogu bio jedan od "Robertsovih ljudi". Robertsov brod Royal Fortune se također spominje u knjizi.
- U franšizi Pirati s Kariba, Roberts se pojavljuje tri puta. Prvi puta u stripu "The Buccaneer's Heart" kao duh koji pomaže kapetanu Jacku Sparrowu poraziti njegovu bivšu posadu. U videoigri Pirati s Kariba: Na kraju svijeta, Roberts je zatočenik Spremišta Davy Jonesa. Pojavljuje se i kao živa osoba u videoigri Pirati s Kariba: Armada prokletih na piratskom otoku Tortuga.
- "Strašni pirat Roberts" iz romana Princeza nevjesta nazvan je po Bartholomewu Robertsu.

## Vanjske poveznice
- Charles Johnson, A General History of the Pyrates, London, 1724. - poglavlje of Robertsu